# Vier stukken voor piano, opus 4 (Prokofjev)
Vier stukken voor piano, opus 4 is een verzameling van vier muziekstukken voor piano van de componist Sergej Prokofjev: 
1. Herinneringen
2. Elan
3. Wanhoop
4. Suggestion Diabolique

Prokofjev componeerde de muziekstukken in het jaar 1908. Indertijd studeerde hij nog aan het conservatorium van St. Petersburg. De stukken werden voor het eerst uitgevoerd tijdens een Avond voor de Hedendaagse Muziek, een optreden waar dé grote namen als Igor Stravinsky en Nikolaj Mjaskovski speelden. De datum was 18 december 1908.
Suggestion Diabolique is het bekendste deel van de vier. De compositie is een grote donderwolk van lage noten.